# Strangers When We Meet
Singles de David Bowie
The Hearts Filthy Lesson
(septembre 1993) Hallo Spaceboy
(février 1996)
Strangers When We Meet est une chanson de David Bowie parue en 1993 sur l'album The Buddha of Suburbia, puis en 1995 dans une nouvelle version sur l'album 1. Outside.
Elle constitue le deuxième single tiré de 1. Outside, après The Hearts Filthy Lesson, et se classe no 39 des ventes au Royaume-Uni.

## Musiciens
- David Bowie : chant
- Brian Eno : synthétiseur
- Reeves Gabrels : guitare solo
- Carlos Alomar : guitare rythmique
- Erdal Kızılçay : basse, claviers
- Mike Garson : piano, claviers
- Sterling Campbell : batterie